# Cimon (Roboter)

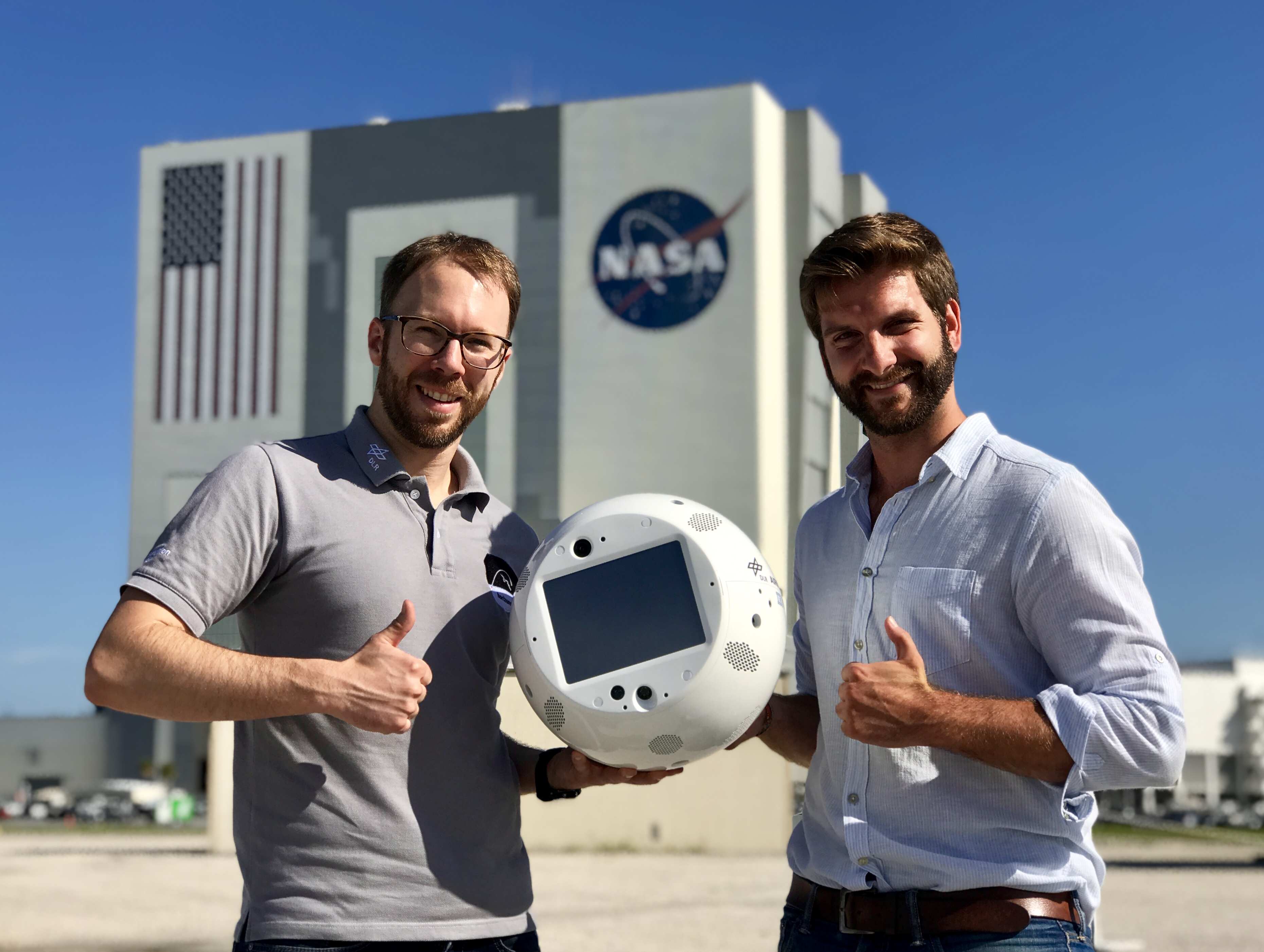
DLR-Projektleiter Christian Karrasch und Airbus-Systemingenieur Philipp Schulien posieren mit Cimon vor dem Vehicle Assembly Building auf dem Gelände des Kennedy Space Centers

Cimon oder offiziell CIMON (Crew Interactive MObile companioN) ist ein kopfförmiger KI-Roboter, der in der Internationalen Raumstation (ISS) verwendet wird.
Das Gerät ist der weltweit erste fliegende und autonom agierende Assistent für Astronauten mit einer Künstlichen Intelligenz. Entwicklung und Bau wurden vom Raumfahrtmanagement des Deutschen Zentrums für Luft- und Raumfahrt (DLR) mit Mitteln des Bundesministeriums für Wirtschaft und Energie (BMWi) in Auftrag gegeben und von Airbus Defence and Space in Friedrichshafen und Bremen umgesetzt. Als sprachgesteuerte Künstliche Intelligenz dient die Watson-KI-Technologie aus der IBM Cloud und das Projekt wurde von Wissenschaftlern des Klinikums der Ludwig-Maximilians-Universität München (LMU) mitentwickelt und betreut. Das Projektteam von DLR, Airbus, IBM und der LMU arbeitete seit August 2016 an der Realisierung. Der Roboter wurde am 29. Juni 2018 mit einem SpaceX-Raumschiff zur ISS-Raumstation gebracht, wo er Aufgaben zusammen mit Alexander Gerst erfolgreich durchführte.
Das Vorbild war Professor Simon Wright aus der Zeichentrickserie Captain Future, das "fliegende Gehirn" mit Sensoren, Kameras und einem Sprachprozessor. CIMON wiegt circa fünf Kilogramm und wurde durch 3D-Druck aus Kunststoff hergestellt. Er kann durch Kameras sehen, mit acht Mikrofonen hören und über einen Lautsprecher sprechen. Er kann Befehle befolgen, ist aber nicht für selbständiges Lernen ausgestattet.
Das Projektteam um CIMON wurde 2019 mit dem Deutschen Innovationspreis in der Kategorie Großunternehmen ausgezeichnet.
Der Prototyp CIMON-1 landete im August 2019 wieder auf der Erde und wurde zu Airbus in Friedrichshafen zurückgebracht. Ein verbesserter Nachfolger, CIMON-2, startete am 5. Dezember 2019 ins All und wird bis zu drei Jahren auf der Raumstation ISS bleiben.